# Live! in Fonobar
Live! in Fonobar – pierwszy album koncertowy warszawskiej grupy hip-hopowej Molesta Ewenement. Wydawnictwo ukazało się 19 października 2009 roku nakładem wytwórni muzycznej Fonografika. Album zawiera zapis z koncertu, który odbył się 27 czerwca 2009 roku w warszawskim klubie "Fonobar".

## Lista utworów
CD 1
1. Elo
2. Intro
3. Szacunek
4. Ja Wiedziałem Że Tak Będzie
5. Armagedon
6. Sie Żyje
7. Wolę Się Nastukać
8. Co Jest Nauczane
9. Miejskie Bagno
10. Po Prostu Ewenement
11. To My, Niechciani
12. Niespełnione Ambicje
13. Muzyka Miasta
14. Muszę Przetrwać
15. Idź Swoją Drogą
16. Słodkie Kłamstwa
17. Chce Żyć
18. Zawieszeni W Próżni
19. Stawka Większa Niż...

CD 2
1. Dla Społeczeństwa
2. Grzeczne Dzieci
3. Ty Wiesz Że
4. Wiem Że Można Zmusić Się Do Snu (Gościnnie: Eldo)
5. I Nikt I Nic (Gościnnie:  Wigor)
6. Inspiracje (Gościnnie: Kosior)
7. Wszystko Wporzo
8. Martwię Się (Gościnnie: Pablopavo)
9. Uwaga
10. Skit (Gościnnie: Ten Typ Mes, Pezet)
11. Mówię Nie (Gościnnie: Pezet)
12. Tu Jest Tak
13. Wielki Hałas!!!
14. To Dla Moich Ludzi